# Pasar Tengah
Pasar Tengah is een bestuurslaag in het regentschap Rejang Lebong van de provincie Bengkulu, Indonesië. Pasar Tengah telt 1415 inwoners (volkstelling 2010).